# Isla Rabbit (Chatham)
La isla Rabbit o la isla del Conejo (en inglés: Rabbit Island) es un islote rocoso situado frente a punta Tarawhenua en la costa noroeste de la isla Pitt en el grupo de las islas Chatham de Nueva Zelanda. Posee alrededor de 300 m de largo por 200 m de ancho, su punto más alto es de 44 metros sobre el nivel del mar. Se ha identificado como un Área Importante para las Aves por la organización BirdLife International ya que apoya las colonias de reproducción de aves en Chatham en peligro crítico y en peligro de extinción